# Prodidomus flavidus
Espèce
Synonymes
- Miltia flavida Simon, 1884

Prodidomus flavidus est une espèce d'araignées aranéomorphes de la famille des Prodidomidae.

## Distribution
Cette espèce est endémique d'Algérie.

## Description
Les syntype mesurent 2,8 et 3,2 mm.
Les mâles mesurent de 1,6 à 2 mm et les femelles de 2,4 à 3 mm.

## Systématique et taxinomie
Cette espèce a été décrite sous le protonyme Miltia flavida par Simon en 1884. Elle est placée dans le genre Prodidomus par Simon en 1884.

## Publication originale
- Simon, 1884 : « Descriptions de quelques arachnides des genres Miltia E. S. et Zimiris E. S. » Annales de la Société Entomologique de Belgique, vol. 28, p. 139-142 (texte intégral).